# Expression faciale

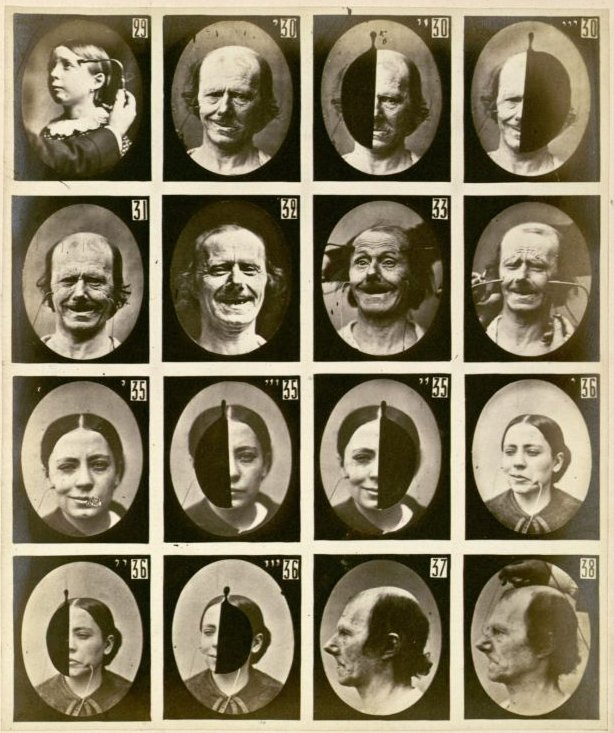
Photographies provenant du livre Mécanisme de la Physionomie Humaine de Duchenne de Boulogne, publié en 1862.

L'expression faciale est un aspect important du comportement et de la communication non verbale.
Déjà étudiée par Darwin et Duchenne de Boulogne au XIXe siècle, l'expression faciale a joué un rôle majeur dans la recherche sur les émotions depuis les travaux de Silvan Tomkins (en) dans les années 1960. Ses élèves Paul Ekman et Carroll Izard (en) ont défendu l'idée d'un nombre limité d'émotions de base auxquelles sont associées des expressions faciales automatiques, universelles et innées.
L'expression faciale joue aussi un rôle important dans la langue des signes. Elle est, à elle seule, un moyen d'expression.

## Précurseurs

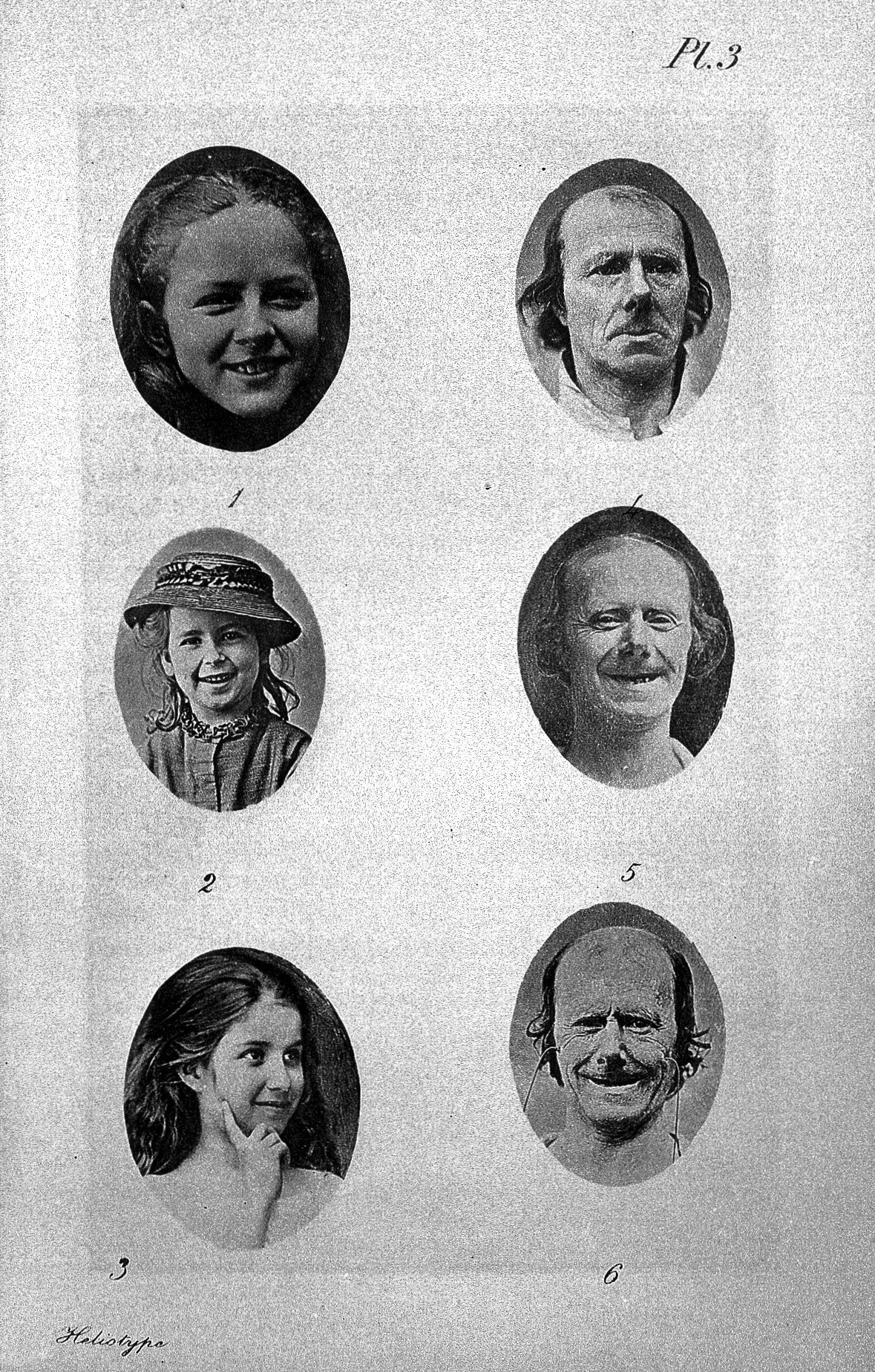
Extrait de L'Expression des émotions chez l'homme et les animaux de Charles Darwin

### Le sourire de Duchenne
Durant la seconde moitié du XIXe siècle, le neurologiste Guillaume Duchenne de Boulogne réalise une série d'expériences sur l'expression faciale de l'émotion. Il utilise la photographie et la stimulation électrique des muscles du visage pour mettre en évidence les mouvements associés à l'expression des émotions. Il remarque notamment que les sourires exprimant une joie sincère se différencient des sourires volontaires par la contraction du muscle orbiculaire de l'œil (orbicularis oculi), un muscle situé autour des yeux. Ce type de sourire sera plus tard dénommé « sourire de Duchenne » (Duchenne smile) par Paul Ekman. Duchenne publie ses travaux en 1862, dans Mécanisme de la physionomie humaine, ou Analyse électro-physiologique de l'expression des passions applicable à la pratique des arts plastiques.

### Darwin
En 1872, treize ans après L'Origine des espèces, Charles Darwin publie L'Expression des émotions chez l'homme et les animaux. Dans ce livre il note que les primates ont des mouvements faciaux qui ressemblent aux expressions faciales des humains (dégoût, peur, etc.), et argue qu'elles doivent avoir un rôle adaptatif. Courber les lèvres, plisser le nez et rétrécir les yeux, une manifestation de dégoût, pourrait ainsi être à l'origine une protection contre les agents pathogènes. Le rôle des expressions faciales dans la communication serait apparu plus tard, parallèlement au développement des comportements sociaux.

## xxeetxxiesiècles

### Tomkins
Dans sa théorie de l'affect (en) (1962-1991),,, Silvan Tomkins (en) affirme qu'il y a neuf et seulement neuf affects, au fondement biologique. Les six principaux sont : intérêt-excitation, plaisir-joie, surprise-étonnement, détresse-angoisse, colère-rage et peur-terreur. Il les décrit, ainsi que celui qui « a évolué plus tard » (honte-humiliation), par paires. Dans ces paires, le premier élément est une manifestation légère et la seconde plus intense. Les deux derniers affects décrits par Tomkins sont le dissmell (réaction à une odeur désagréable) et le dégoût. Tomkins soutient que ces neuf affects sont plutôt simples (alors que les émotions sont complexes et confuses), qu'ils manifestent un héritage biologique partagé avec ce qu'on appelle l'émotion chez les animaux, et qu'ils diffèrent des pulsions freudiennes en l'absence d'objet. La théorie de Tomkins est diversement appréciée aujourd'hui.

### Ekman
Les recherches menées dans les années 1980 par Paul Ekman et son équipe ont conforté et complété les résultats de Duchenne. Ekman a mis en évidence le fait que nous sommes pour la plupart incapables de contracter volontairement orbicularis oculi et que ceux qui le peuvent n'arrivent généralement pas à contracter ce muscle de chaque côté au même moment. En outre, les sourires de Duchenne sont généralement associés à une activité asymétrique dans le lobe frontal, considérée comme un signe d’affect positif.
Ekman a mis en évidence 43 muscles faciaux capables de produire environ 10 000 expressions, dont 3 000 porteuses de sens, les autres ne représentant que des grimaces sans intérêt.

## Hypothèse de la rétroaction faciale
L'hypothèse de la rétroaction faciale est que les mouvements du visage peuvent moduler les émotions et même les provoquer. Selon cette théorie, l'éducation et la culture restreignent la gamme des émotions adoptées par les gens et donc la gamme de leurs émotions.